# Кременчуцька середня загальноосвітня школа № 27
Кременчу́цька гімназія  № 27 — заклад загальної середньої освіти №27, розташований у Кременчуці. Будівля гімназії є пам'яткою архітектури. 

## Історія
З 1 вересня 1972 року колишній гімназії № 5 міста Кременчука присвоєно № 27. Гімназія заснована 1 вересня 1972 року.   Перший директор — Подигрушний Костянтин Мойсейович.